# Shawn Bradley
Pour les articles homonymes, voir Bradley.
Shawn Bradley, né le 22 mars 1972 à Landstuhl en Allemagne, est un joueur américain de basket-ball retraité depuis 2005. Né en Allemagne de l'Ouest, Bradley a grandi à Castle Dale aux États-Unis et possède la double nationalité.

## Biographie

### Carrière professionnelle
Bradley, après avoir évolué une saison avec l'université Brigham Young, est considéré comme un véritable espoir NBA. Lors de la Draft 1993 de la NBA, il est ainsi sélectionné en deuxième position. Lors de sa première saison avec les 76ers de Philadelphie, Bradley est un contreur décent, mais avec des capacités offensives limitées, avec seulement 3,5 shoots par match.
Bradley manque de dureté physique par rapport aux pivots de sa génération et a la réputation d'être inconstant et pas assez agressif en défense. Il est aussi réputé pour commettre de nombreuses fautes (4 en moyenne par match en moins de 30 minutes de temps de jeu). Après deux années aux Mavericks de Dallas, Bradley commence à avoir des problèmes aux genoux. Sa production commence à décliner, et après que les Mavericks eurent acquis Erick Dampier en 2004, Bradley se retrouve sur le banc la plupart du temps. Il annonce sa retraite des rangs professionnels en juin 2005.

### Carrière internationale
Bradley a évolué sous les couleurs de l'Allemagne. Lui et son coéquipier Dirk Nowitzki étaient membres de l'équipe nationale d'Allemagne qui termina troisième du Championnat du monde de basket masculin 2002 à Indianapolis, Indiana.
Pour pouvoir participer à ce tournoi, Bradley rappela ses origines allemandes pour obtenir la nationalité allemande.

### Altercations sur le terrain
Lors d'un match le 19 mars 1996 entre les Grizzlies de Vancouver et les Nets du New Jersey, le meneur d'1,80 m Greg Anthony mit un coup de poing à Bradley.
Le 25 janvier 2000, lors d'un match contre les Warriors de Golden State, Bradley fut attrapé par l'ailier des Warriors Mark Davis et bousculé sur le parquet. Pour sa participation à l'altercation, la ligue lui infligea une amende de 3 000 $.

### Carrière post-basket
Après sa retraite de joueur, Bradley est engagé à l'académie West Ridge (en), une école privée pour jeunes en difficulté à West Jordan dans l'Utah. Il y exerce les fonctions de principal adjoint, conseiller et entraîneur.
Au mois de janvier 2021, Shawn Bradley est victime d'un accident de la route alors qu'il était à vélo, accident qui le laisse paralysé.

## Palmarès
- Membre de la All-NBA Rookie Second Team (1993-1994)
- Meilleure moyenne de contres par match en 1996-1997 avec 3,4 blocks par match
- Meilleur contreur en 2000-2001 avec 228 blocks

## Statistiques
| Saison    | Équipe       | Matchs | Titul. | Min./m | % Tir | % 3pts | % LF | Rbds/m. | Pass/m. | Int/m. | Ctr/m. | Pts/m. |
| --------- | ------------ | ------ | ------ | ------ | ----- | ------ | ---- | ------- | ------- | ------ | ------ | ------ |
| 1993-1994 | Philadelphie | 49     |        | 28,3   | 40,9  | 0,0    | 60,7 | 6,2     | 2,0     | 0,9    | 3,0    | 10,3   |
| 1994-1995 | Philadelphie | 82     |        | 28,8   | 45,5  | 0,0    | 63,8 | 8,0     | 0,6     | 0,7    | 3,3    | 9,5    |
| 1995-1996 | Philadelphie | 12     |        | 27,8   | 44,3  | -      | 76,0 | 8,8     | 0,7     | 0,7    | 3,2    | 8,8    |
| 1995-1996 | New Jersey   | 67     |        | 29,8   | 44,3  | 25,0   | 67,9 | 7,9     | 0,8     | 0,6    | 3,7    | 12,5   |
| 1996-1997 | New Jersey   | 40     |        | 30,7   | 43,6  | 0,0    | 66,4 | 8,1     | 0,5     | 0,6    | 4,0    | 12,0   |
| 1996-1997 | Dallas       | 33     |        | 32,1   | 46,1  | 0,0    | 64,2 | 8,7     | 1,0     | 0,5    | 2,7    | 14,6   |
| 1997-1998 | Dallas       | 64     |        | 28,5   | 42,2  | 33,3   | 72,2 | 8,1     | 0,9     | 0,8    | 3,3    | 11,4   |
| 1998-1999 | Dallas       | 49     |        | 26,4   | 48,0  | 0,0    | 74,8 | 8,0     | 0,8     | 0,7    | 3,2    | 8,6    |
| 1999-2000 | Dallas       | 77     |        | 24,7   | 47,9  | 20,0   | 76,5 | 6,5     | 0,8     | 0,9    | 2,5    | 8,4    |
| 2000-2001 | Dallas       | 82     |        | 24,4   | 49,0  | 16,7   | 78,7 | 7,4     | 0,5     | 0,4    | 2,8    | 7,1    |
| 2001-2002 | Dallas       | 53     |        | 14,3   | 47,9  | 0,0    | 92,2 | 3,3     | 0,4     | 0,5    | 1,2    | 4,1    |
| 2002-2003 | Dallas       | 81     |        | 21,4   | 53,6  | 0,0    | 80,6 | 5,9     | 0,7     | 0,8    | 2,1    | 6,7    |
| 2003-2004 | Dallas       | 66     |        | 11,7   | 47,3  | 0,0    | 83,7 | 2,6     | 0,3     | 0,5    | 1,1    | 3,3    |
| 2004-2005 | Dallas       | 77     |        | 11,5   | 45,2  | -      | 68,3 | 2,8     | 0,2     | 0,3    | 0,8    | 2,7    |
| Carrière  | Carrière     | 832    |        | 23,5   | 45,7  | 10,3   | 71,6 | 6,3     | 0,7     | 0,6    | 2,5    | 8,1    |

## Records sur une rencontre en NBA
Les records personnels de Shawn Bradley en NBA sont les suivants, :
| Record de la franchise |

| Type de statistique        | Saison régulière | Saison régulière          | Saison régulière | Playoffs | Playoffs                    | Playoffs      |
| Type de statistique        | Record           | Adversaire                | Date             | Record   | Adversaire                  | Date          |
| -------------------------- | ---------------- | ------------------------- | ---------------- | -------- | --------------------------- | ------------- |
| Points                     | 32               | 2 fois                    | 2 fois           | 10       | 3 fois                      | 3 fois        |
| Paniers marqués            | 14               | Clippers de Los Angeles   | 14 avril 1997    | 5        | 2 fois                      | 2 fois        |
| Paniers tentés             | 25               | Clippers de Los Angeles   | 14 avril 1997    | 9        | Spurs de San Antonio        | 12 mai 2001   |
| Paniers à 3 points réussis | 1                | 4 fois                    | 4 fois           | -        | -                           | -             |
| Paniers à 3 points tentés  | 2                | @ Cavaliers de Cleveland  | 17 février 1997  | 1        | @ Kings de Sacramento       | 11 mai 2003   |
| Lancers francs réussis     | 10               | Trail Blazers de Portland | 7 avril 1998     | 7        | @ Jazz de l'Utah            | 24 avril 2001 |
| Lancers francs tentés      | 12               | Pacers de l'Indiana       | 10 janvier 1998  | 9        | @ Jazz de l'Utah            | 24 avril 2001 |
| Rebonds offensifs          | 11               | Nuggets de Denver         | 19 avril 1997    | 5        | @ Trail Blazers de Portland | 25 avril 2003 |
| Rebonds défensifs          | 17               | Trail Blazers de Portland | 7 avril 1998     | 10       | @ Spurs de San Antonio      | 5 mai 2001    |
| Rebonds totaux             | 22               | 3 fois                    | 3 fois           | 12       | @ Spurs de San Antonio      | 5 mai 2001    |
| Passes décisives           | 7                | @ Suns de Phoenix         | 30 décembre 1993 | 2        | Kings de Sacramento         | 17 mai 2003   |
| Interceptions              | 5                | 3 fois                    | 3 fois           | 1        | 7 fois                      | 7 fois        |
| Contres                    | 13               | Trail Blazers de Portland | 7 avril 1998     | 6        | 3 fois                      | 3 fois        |
| Balles perdues             | 6                | 11 fois                   | 11 fois          | 3        | @ Spurs de San Antonio      | 5 mai 2001    |
| Minutes jouées             | 50               | @ Pacers de l'Indiana     | 29 décembre 1996 | 37       | @ Jazz de l'Utah            | 24 avril 2001 |

- Double-double : 140 (dont 1 en playoffs)
- Triple-double : 6

## Vie personnelle
Lui et sa femme Anette ont cinq enfants : quatre filles Cheyenne, Ciera, Chelsea et Charity et un fils, Chance. Il aime le baseball, le ski nautique et l'équitation et écouter de la musique country,.
Bradley est mormon. Quand il avait 19 ans, il servit deux années comme missionnaire mormon pour l'Église de Jésus-Christ des saints des derniers jours en Nouvelle-Galles du Sud en Australie. Bradley est également réputé pour sa nature charitable. Il faisait un don de 25$ pour chaque contre lors de la saison 2000-01 à Bryan's House, un institut pour les enfants atteints du virus du sida, et est porte-parole national de Children's Miracle Network,. Bradley participa aussi au programme Basketball Without Borders avec d'autres stars NBA telles Dikembe Mutombo, DeSagana Diop et Malik Rose.
On lui attribua les surnoms de « The Stormin Mormon », « The Deathstick », « Missionary Impossible », le « Mormon Mantis », le « Praying Mantis » et « Siggi » (lors de sa période en équipe nationale allemande).

## Apparitions à la télévision et au cinéma
Bradley fit une apparition dans le film Space Jam en 1996, en interprétant une des stars NBA se faisant dérober leur talent, en même temps que Muggsy Bogues, Larry Johnson, Charles Barkley et Patrick Ewing. Dans une scène, on le voit parler à un psychiatre sur la perte de ses talents et explorant d'autres voies où il pourrait réussir. Il fait une allusion à son expérience de missionnaire mormon et suggère qu'il pourrait y retourner.

## Pour approfondir